# Решкі (Вармінсько-Мазурське воєводство)
Решкі (пол. Reszki, нім. Röschken) — село в Польщі, у гміні Оструда Острудського повіту Вармінсько-Мазурського воєводства.
Населення — 225 осіб (2011).

## Демографія
Демографічна структура станом на 31 березня 2011 року:
|          | Загалом | Допрацездатний вік | Працездатний вік | Постпрацездатний вік |
| -------- | ------- | ------------------ | ---------------- | -------------------- |
| Чоловіки | 118     | 29                 | 83               | 6                    |
| Жінки    | 107     | 27                 | 59               | 21                   |
| Разом    | 225     | 56                 | 142              | 27                   |